# 原口鶴子

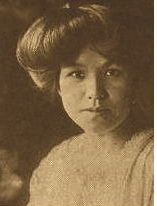
原口鶴子

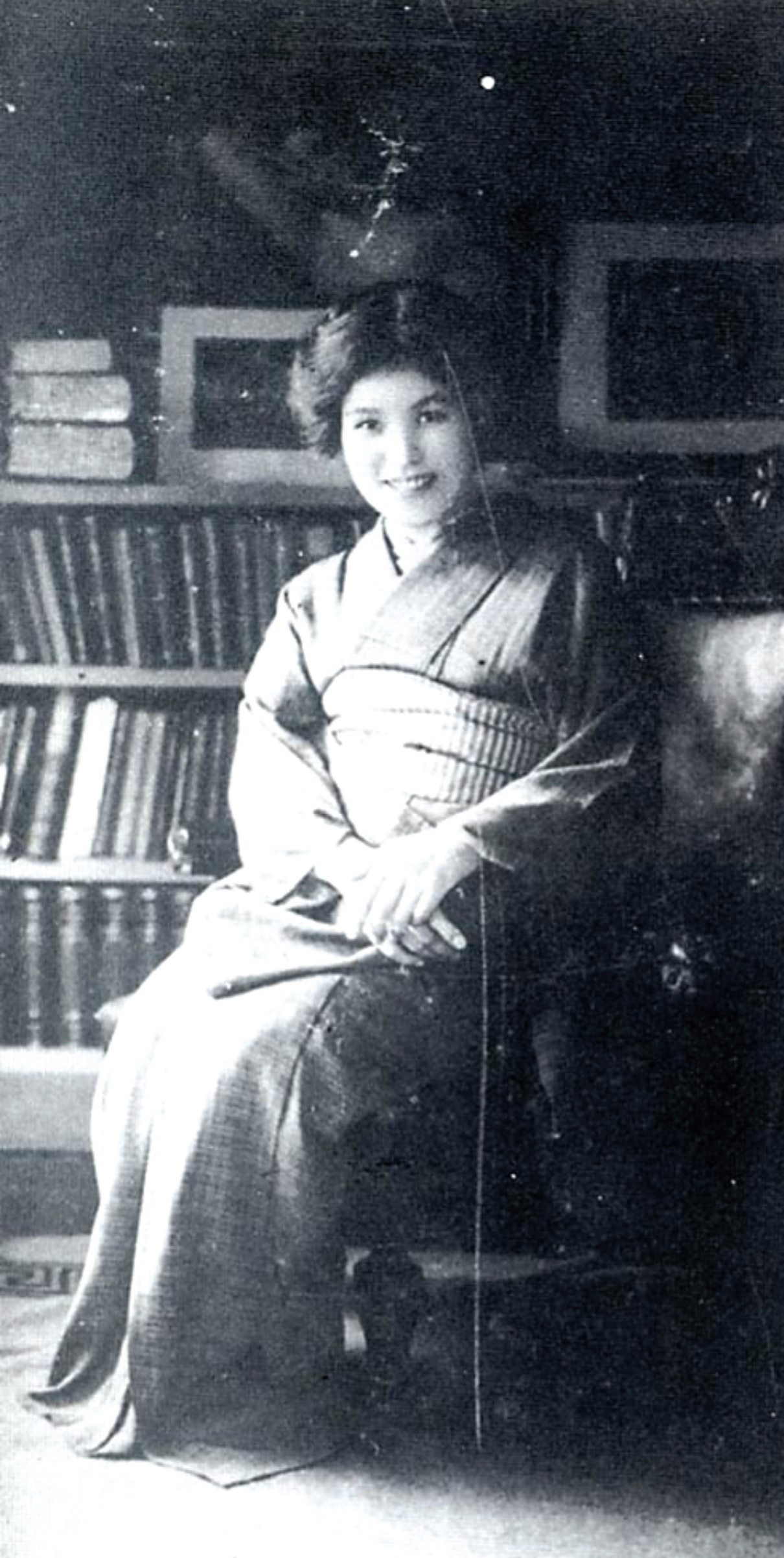
1914年（大正3年）

原口 鶴子（はらぐち つるこ、旧姓:新井、1886年6月18日 - 1915年9月26日）は、大正時代に活躍した日本の心理学者。Ph. D. を取得した最初の日本人女性である。医学博士（M.D.）取得日本人女性は以前に岡見京子がいたが、Ph.D.は全分野を含めても初であった。

## 生涯
1886年、群馬県の富岡生まれ。子供のころの名は新井つるといい、三人姉妹の一人であった。父新井広三郎は豪農。1902年に二年飛び級して群馬県立高崎高等女学校に進学。1903年に日本女子大学入学。英文学科で人文学を専攻する。当時、女性を受け容れてくれる四年制大学は日本にはなかった。また、より高度な高等教育機関設立が、はじめて、公的に考えられたのは1947年であった。
そのため、彼女の指導者であった心理学者の松本亦太郎は、さらに教育を受けることをつるにすすめた。つるは卒業後の1906年、日本を去って米国へ発った。心理学の博士課程を修めるために、1907年にコロンビア大学に入学する。実験心理学と心理学の教授法を専攻し、エドワード・ソーンダイク、ロバート・ウッドワース、ジェイムズ・マッキーン・キャッテルの指導を受けた。そして1912年に「心的疲労」と題した論文を完成させた。この論文には、彼女自身が実験台となって、4桁の数字を掛け算したり、ジョン・デューイの著作にある英語の文章を日本語訳したりして心的疲労を測るという実験が含まれている。1912年6月5日に学位を授与され、Ph. D. をはじめて取得した日本人女性となった。また、同日に留学生仲間の原口竹次郎（のちの早稲田大学教授）と結婚して、イギリスへ新婚旅行に出発した。
原口鶴子は日本に帰国し、自らの理論を拡張させた。また、日本語への翻訳も行い、1914年に「心的作業及び疲労の研究」という題で発表した。日本女子大学で時おり講義をすることもあり、同大学の実験心理学教室の設立に携わったりもした。夫原口竹次郎との間には一男一女をもうけたが、結核により1915年9月26日に亡くなった。29歳（数えで30歳）だった。

## 業績
原口鶴子の最後の仕事は、フランシス・ゴルトンの『天才と遺伝』（原題：Hereditary Genius、1869年）の日本語訳となった。『天才と遺伝』は没後の1915年に出版された。また、原口鶴子がコロンビア大学において経験したことや、日米の文化的相違についての観察について綴った回顧録『楽しき思ひ出』が、1915年に出版された。
原口鶴子の生涯と業績についてのドキュメンタリーが2つ制作されている。「原口鶴子の生涯」(2007年、英題：The Life of Tsuruko Haraguchi)と、「心理学者 原口鶴子の青春 100年前のコロンビア大留学生が伝えたかったこと」(2008年、英題：Psychologist Tsuruko Haraguchi: Memories of Her Days at Columbia University in the Early 1900s)である。

## 著書

### 単著

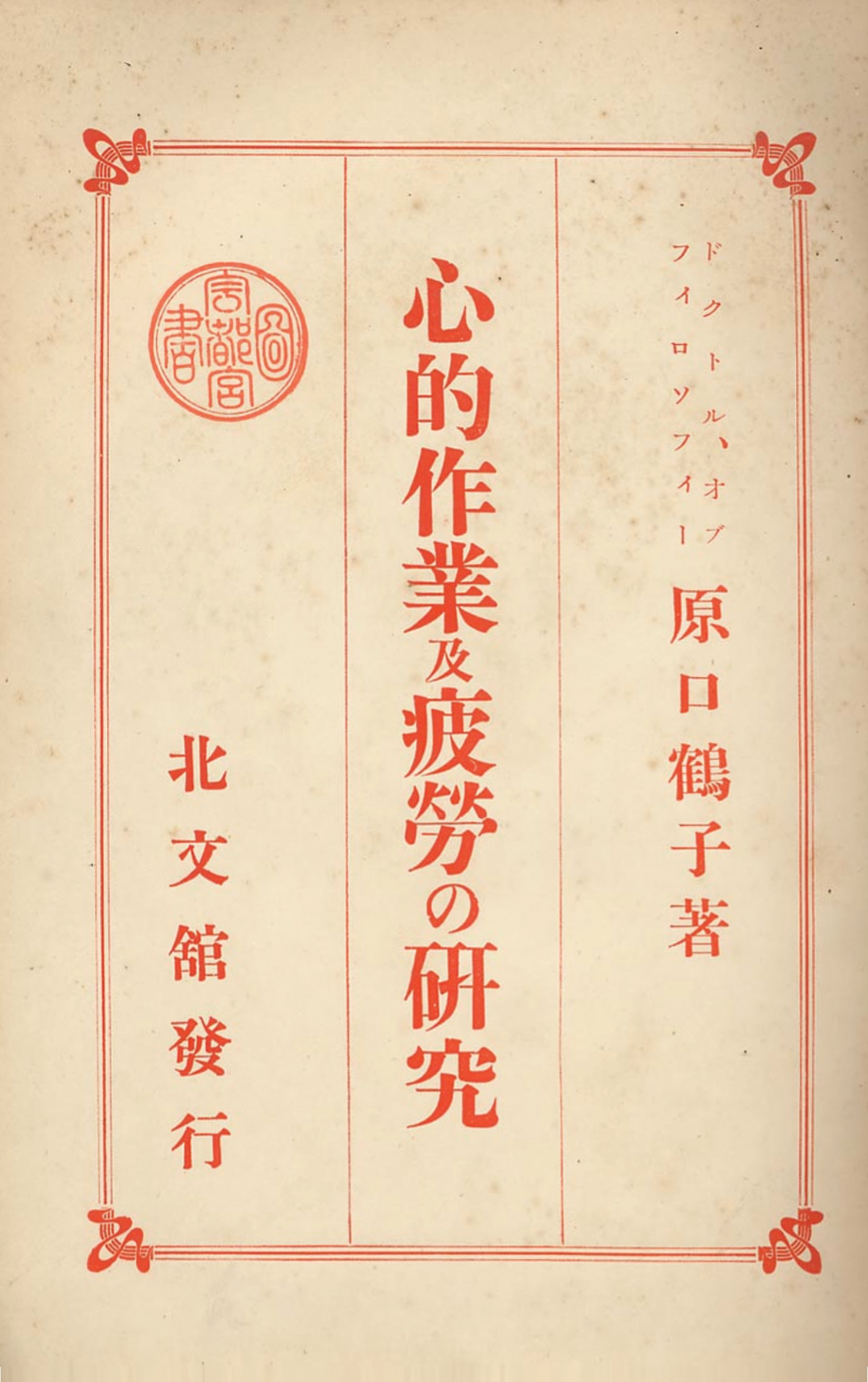
『心的作業及疲労の研究』(1914年）表紙

- 『心的作業及疲労の研究』 北文館 (1914 コロンビア大学の博士論文を再構成したもの)
- 『楽しき思い出』 春秋社書店　(1915 留学時代の随筆 復刻・山崎朋子編 『叢書女性論12』　大空社 1995)

### 翻譯
ゴルトン 『天才と遺伝』 早稲田大学出版部 (1915)

### 論文
- 「精神薄弱児の心理学的研究」 『児童研究』 第16巻 4号 (1912)
- 「児童智能の測り方」 日本女子大学校桜楓会発行 『日本女子大学校・家庭週報』 第258号 - 261号 (1914)
- 「実際の疲労と疲労の感 上下」 『心理研究』 第8巻 2冊 (通巻 44号) - 3冊 (通巻 45号) (1915)